# Suzanne Dansereau
Suzanne Andree Dansereau, gift Forslund född 31 januari 1934 i Kanada, är en svensk TV-producent. Hon är sedan 1970 gift med producenten Bengt Forslund.

## Regi
- 1975 - OM - merhaba, goda', goda'
- 1973 - OM - en flicka som heter Marie

## Filmografi roller
- 1973 - Luftburen
- 1973 - Håll alla dörrar öppna